# Wolframblau
Wolframblau ist eine anorganische chemische Verbindung des Wolframs aus der Gruppe der Oxidhydroxide. Neben H0,5WO3 werden weitere Wolframoxidhydroxide bestimmter Zusammensetzung und mit Oxidationszahlen zwischen 5 und 6 wegen der tiefblauen Farbe ihrer Lösungen als Wolframblau bezeichnet und entsprechen in vielfacher Hinsicht dem Molybdänblau.

## Gewinnung und Darstellung
Wolframblau H0,5WO3 entsteht durch Einwirkung von Reduktionsmitteln auf Wolfram(VI)-oxid.

## Eigenschaften
Wolframblau H0,5WO3 ist ein braunes bis violettes Pulver, das sehr leicht oxidierbar ist. Bei Kontakt mit Wasser oxidiert es unter Wasserstoff-Abgabe. Bei langsamer Oxidation können blaues H0,33WO3 und H0,1WO3 gewonnen werden. H0,5WO3 gibt bei thermischer Zersetzung neben Wasser auch noch Wasserstoff ab. Es besitzt eine Kristallstruktur vom DO9-Typ mit leicht tetragonaler Verzerrung.

## Verwendung
Wolframblau dient als Nachweis von Wolframaten (z. B. Natriumwolframat) bzw. Wolfram(VI)-Verbindungen, aus denen es durch Reduktion entsteht. Früher wurde es auch als Mineralblau bezeichnet und diente Ende des 19. Jahrhunderts als Pigment in der Malerei.